# 隆大介
隆大介（1957年2月14日—2021年4月11日），是出生於日本東京都的韓裔日本藝人、演員，其韓國本名為張明男（장명남）。
2021年4月11日，他因顱內出血和跌倒而在千葉縣的家中發生意外死亡。 他被發現躺在床上並被送往醫院，后抢救无效去世在那裡被宣布死亡。享年64岁。

## 演出作品

### 電視劇
- NHK大河劇
  - 峠の群像（1982年）
  - 宛如飛翔（1990年）
  - 八代將軍吉宗（1995年）
  - 超人力霸王帝納（1997~1998年）飾演飛鳥和馬(主角飛鳥真的父親)
  - 平清盛（2012年）
  - 軍師官兵衛（2014年）

### 電影
- 影武者
- 亂
- 226
- 大都會
- 超人力霸王THE NEXT

## 事件
- 2015年3月，晚間於桃園機場入境時酒醉大鬧，將移民署官員踢致骨折，後被警察逮捕[5][6][7][8][9][10][11][12][13][14][15][16][17]。马丁·斯科塞斯的《沉默》劇組發聲明痛陳：「由於這件不可接受的傷害行為，劇組已即刻停止他在本片的任何演出。」劇組說他在片中僅演出小角色，並要他配合警檢調查，負起所有責任。[18]

## 外部連結
- - 隆大介個人官方網站